# Voicenotes
Voicenotes é o segundo álbum de estúdio do cantor estadunidense Charlie Puth. O seu lançamento ocorreu em 11 de maio de 2018, através da Atlantic Records. Inicialmente o disco estava previsto para ser distribuído em janeiro de 2018, porém foi adiado para que o cantor pudesse "aperfeiçoá-lo", e também reformular a capa do álbum. Mais tarde, Puth anunciou em suas mídias sociais a divulgação da nova capa para o disco juntamente com a música "The Way I Am". A produção do álbum foi realizada inteiramente pelo próprio cantor com a co-produção de Jason Evigan, Johan Carlsson e Rickard Göransson.
Três singles foram lançados para o álbum, incluindo "Attention" e "How Long". Puth também embarcará na turnê Voicenotes Tour em apoio ao álbum na América do Norte durante julho e agosto de 2018.

## Composição
Puth descreveu a sonoridade do álbum como "[se estivesse a] andar em uma estrada de terra e ouvir New Edition em 1989 — e estar de coração partido, é claro". O artista também comentou que queria um som parecido com o "dark R&B" de Babyface, Jimmy Jam, Terry Lewis e Teddy Riley no final dos anos 80. Puth também afirmou que o álbum não terá baladas românticas, e que ele queria se distanciar do material apresentado em seu primeiro álbum, que era "[as] pessoas empurrando-o em uma direção na qual não queria seguir".

## Promoção

### Singles
"Attention" foi lançado como o primeiro single do álbum em 21 de abril de 2017. Foi recebido com sucesso comercial, chegando ao número 5 na Billboard Hot 100. "How Long" foi lançado como o segundo single do álbum em 5 de outubro de 2017. A música chegou ao número 21 na Billboard Hot 100 e chegou ao top 20 em vários mercados. "Done for Me", o terceiro single, foi lançado em 15 de março de 2018 e com participação de Kehlani.

### Singles promocionais
"If You Leave Me Now" com participação do grupo Boyz II Men, foi lançado como o primeiro single promocional do álbum em 5 de janeiro de 2018, após Puth anunciar o adiamento do álbum. "Change" com participação do cantor James Taylor, foi apresentada durante o evento March for Our Lives, em 24 de março de 2018 e lançada como o segundo single promocional dois dias depois. "The Way I Am" foi lançado como o terceiro single promocional do álbum em 3 de maio de 2018.

## Lista de faixas
Voicenotes
| N.º            | Título                                  | Compositor(es)                                                            | Produtor(es)      | Duração |  |
| 1.             | "The Way I Am"                          | Charlie Puth, Jacob Kasher Hindlin                                        | Puth              | 3:06    |  |
| 2.             | "Attention"                             | Puth, Hindlin                                                             | Puth              | 3:28    |  |
| 3.             | "LA Girls"                              | Puth, Hindlin, Jason Evigan, Sean Douglas                                 | Puth, Evigan[A]   | 3:17    |  |
| 4.             | "How Long"                              | Puth, Hindlin, Justin Franks                                              | Puth              | 3:20    |  |
| 5.             | "Done for Me" (com Kehlani)             | Puth, John Ryan, Hindlin, Kehlani Ashley Parrish                          | Puth              | 3:00    |  |
| 6.             | "Patient"                               | Puth, Hindlin, Benjamin Johnson, Fraser Churchill                         | Puth              | 3:10    |  |
| 7.             | "If You Leave Me Now" (com Boyz II Men) | Puth, Tobias Jesso Jr., Robin Wiley                                       | Puth              | 4:03    |  |
| 8.             | "Boy"                                   | Puth, Hindlin                                                             | Puth              | 4:23    |  |
| 9.             | "Slow It Down"                          | Puth, Hindlin, Rami Yacoub, Carl Falk, Daryl Hall, John Oates, Sara Allen | Puth              | 3:10    |  |
| 10.            | "Change" (com James Taylor)             | Puth, Johan Carlsson, Ross Golan                                          | Puth, Carlsson[B] | 3:37    |  |
| 11.            | "Somebody Told Me"                      | Puth, Carlsson, Hindlin                                                   | Puth, Carlsson[B] | 3:36    |  |
| 12.            | "Empty Cups"                            | Puth, Savan Kotecha, Rickard Göransson, James Alan Ghaleb, Hindlin        | Puth, Göransson   | 2:50    |  |
| 13.            | "Through It All"                        | Puth, Hindlin, Breyan Isaac                                               | Puth              | 3:26    |  |
| Duração total: | Duração total:                          | Duração total:                                                            | Duração total:    | 44:29   |  |

Notas
A  - denota produtores adicionais
B  - denota co-produtores

## Créditos
Todo o processo de elaboração de Voicenotes atribui os seguintes créditos:
Vocais
| - Charlie Puth: vocalista principal, vocalista de apoio - Kehlani: vocalista participante | - Boyz II Men: vocalistas participantes - James Taylor: vocalista participante |

Produção
| - Charlie Puth: composição, produção, produção vocal, programação, gravação, mixagem - Jacob Kasher: composição - Jason Evigan: composição - Sean Douglas: composição - Justin Franks: composição - John Ryan: composição - Benjamin Johnson: composição - Fraser Churchill: composição - Tobias Jesso Jr.: composição - Robin Wiley: composição - Rami Yacoub: composição - Carl Falk: composição - Daryl Hall: composição | - John Oates: composição - Sara Allen: composição - Johan Carlsson: composição, co-produção, programação - Ross Golan: composição - Savan Kotecha: composição - Rickard Göransson: composição, co-produção, programação - James Alan Ghaleb: composição - Breyan Isaac: composição - Ryan Gladieux: gravação - Manny Marroquin: mixagem - Jeff Jackson: assistência de mixagem - Chris Galland: assistência de mixagem - Dave Kutch: masterização |

Instrumentação
| - Charlie Puth: baixo, sintetizador, teclados, instrumentação - Jan Ozveren: guitarra | - Dmitry Gorodetsky: baixo - Carl Falk: baixo |

## Desempenho nas tabelas musicais
| Tabela musical (2018)             | Melhor posição |
| --------------------------------- | -------------- |
| Coreia do Sul (Gaon Music Chart)  | 1              |
| Japão (Oricon)                    | 10             |
| Nova Zelândia (Recorded Music NZ) | 6              |

| País (Empresa)        | Certificação |
| --------------------- | ------------ |
| Estados Unidos (RIAA) | Ouro         |